# Hydriomena ciniana
Hydriomena ciniana là một loài bướm đêm trong họ Geometridae.